# Francesco Berlinghieri
Francesco Berlinghieri, né le 17 septembre 1440 à Florence et mort dans cette même ville le 17 février 1500, est un noble et géographe italien de la Renaissance.

## Biographie
Francesco Berlinghieri florissait vers le milieu du XVe siècle. Il eut pour maître Cristoforo Landino et Marsile Ficin. Il est plus d'une fois question de lui dans les lettres de ce dernier, et il y en a même trois qui lui sont adressées. Plusieurs autres écrivains l'ont mentionné avec beaucoup d'éloges. Il publia un ouvrage de géographie en vers et en tercets ou terza rima, sous ce titre : Geografia di Francesco Berlinghieri Fiorentino, etc., con sue tavole in varj siti e provincie, secondo la Geografia e distinctione delle tavole di Tolomeo, à Florence, par Niccolò Tedesco, grand in-fol. sans date ; mais ce livre étant dédié à Frédéric III de Montefeltro, qui mourut en 1482, l'impression en dut être faite quelques années auparavant. L'auteur dit lui-même, dans sa dédicace, qu'il avait composé cet ouvrage sous le pontificat de Sixte IV (créé pape en 1471), et qu'il n'avait alors que vingt-cinq ans. Ce livre est rare. Il est divisé en 7 journées ou 7 livres, à la fin de chacun desquels sont des cartes assez bien gravées pour le temps.